# Wanpaku
wanpaku（わんぱく）は、大阪府豊中市にかつて存在した株式会社NESTAGEが経営していたゲームソフト販売店のフランチャイズチェーン（FC）のうち、NESTAGEの前身で岡山市にある株式会社アクトが経営していたチェーン。
オリジナルの月刊ミニコミ誌「ぱっくんぽっけ」を2006年12月まで発行していた。
2000年頃までのFC名は「わんぱくこぞう」であったが、同年秋以降は順次「wanpaku」に切り替えており、包装などは全て「wanpaku」のものが使用されている。

## 概暦
1988年4月、アクトを創業し香川県高松市に「わんぱくこぞう」1号店を開業の後、近畿地方を中心に同FCを全国展開。1991年に「ファミコン」の商標使用を任天堂とライセンス契約し、翌1992年に他のFCとジャパンテレビゲームチェーン協会（JAG）を設立、アクト代表取締役社長・新谷雄二（現・日本テレビゲーム商業組合理事長）が理事長に就任する。
1994年12月に発売されたプレイステーションの販売契約を巡ってJAG加盟のFC間で対立が生じ、1996年に空中分解したことや主力事業である中古ゲームソフト売買に対してメーカー各社が法的手段を用いて阻止する構えを見せたことから、これに対抗すべく他の販売店やFCと共にテレビゲームソフトウェア流通協会（ARTS）を結成し、新谷が代表理事に就任。
1998年7月にはフランチャイジーの1社・ライズ（兵庫県伊丹市）と共にメーカー6社から大阪地裁に提訴され、翌1999年10月に敗訴するが2001年3月の大阪高裁における控訴審判決で逆転勝訴。2002年4月には最高裁判所で全面勝訴の判決が確定する。これに前後して日本テレビゲーム商業組合が結成され、新谷が理事長に就任した。
2005年、創業者・新谷がクインランドに所有株式の大半を売却。アクトは2006年2月にやはりクインランド傘下となっていたTVパニックを運営する同業の明響社と合併し、NESTAGEとなった。合併後もwanpaku・TVパニックの両FCはNESTAGE本社内に各々、事業部を設置して並存していたがNESTAGEの資金繰りが悪化したことに伴い2008年11月から12月にかけて売却の目処が立たない直営店を一斉に閉鎖。FC店に関しては従来通り、営業を継続する方針が表明されているが一部の店舗に他のチェーンへ乗り換える動きも出ている。
2009年4月から5月末にかけてさらに残りの直営店全店とダイエー内にある全ての委託型店舗を閉店させた。店舗としては、単独出店の例は少なく、大半が文教堂書店のテナント店であった。
2011年4月14日にゲオの子会社となり、2014年6月1日に吸収合併された。
全盛期には418店舗、2010年12月には84店舗存在していたが、
2022年現在は「わんぱくこぞう」の店舗はなく、「Wanpaku」の店舗が数店舗存在するのみである。